# Góry Księżycowe

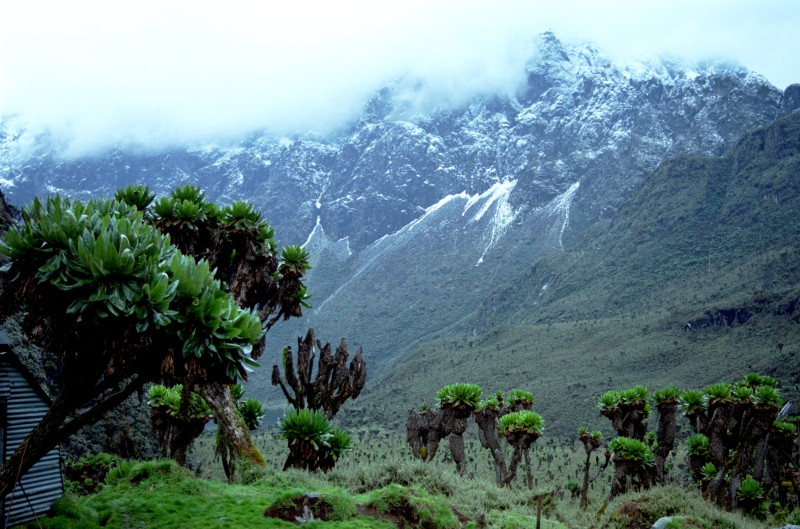
Roślinność Ruwenzori na wysokości 3700 m n.p.m.

Góry Księżycowe (łac. Lunae Montes) – termin ukuty przez Ptolemeusza z Aleksandrii, żyjącego w II wieku n.e. matematyka, astronoma i geografa, który na sporządzonej przez siebie mapie Afryki tak oznakował leżące w pobliżu równika pasmo górskie, którego lodowce i śniegi miałyby być zaczynem źródeł Nilu.

## Historia odkrycia
Informacja o pokrytych śniegiem górach na południe od równika pochodziła od żyjącego za panowania cesarza Klaudiusza greckiego kupca znanego jako Diogenes. Ów Diogenes około 50 roku n.e. udał się drogą morską do wschodniej Afryki, gdzie podjął wyprawę w głąb lądu, docierając do dwóch wielkich zbiorników wodnych, skąd widział pasmo górskie o ośnieżonych szczytach. O wielkich jeziorach i górach pokrytych śniegiem wiedział już wcześniej nauczyciel i mentor Nerona, Seneka Młodszy.
Źródła Nilu Błękitnego nie zostały odnalezione do roku 1613 (mimo że pisał o nich już Strabon), kiedy to Pedro Páez, hiszpański misjonarz wysłany przez papieża Sykstusa V, ustalił, że źródłem Nilu Błękitnego jest jezioro Tana w dzisiejszej Etiopii, co w roku 1770 potwierdził Szkot James Bruce.
Znacznie trudniej było dotrzeć do źródeł Białego Nilu. W roku 1858 brytyjski badacz John Hanning Speke uznał, że Nil wypływa z Jeziora Wiktorii, co potwierdził w roku 1875 Henry Morton Stanley. Jednak w roku 1889 Stanley wespół z Mehmedem Eminem Paszą zbadał pasmo górskie Ruwenzori i ustalił, że przynajmniej część wód zasilających źródła Nilu pochodzi z rzeki Kagera i licznych strumieni wypływających z górskich lodowców. Z czego wynika, że Góry Księżycowe i Ruwenzori to jedno.
Pasmo Ruwenzori składa się z sześciu gór noszących imiona wybitnych badaczy – poszukiwaczy źródeł Nilu – Góra Stanleya (jej wierzchołek – Margherita – jest trzecim co do wysokości szczytem Afryki – 5109 m n.p.m.), Góra Speke’a, Góra Emina, Góra Bakera (od nazwiska brytyjskiego podróżnika sir Samuela White’a Bakera) i Góra Gessiego (od nazwiska włoskiego podróżnika Romlo Gessiego, który badał górny bieg Nilu do Jeziora Alberta w roku 1876). W roku 1906 włoski alpinista-arystokrata Luigi Amedeo di Savoia d’Abruzzi zdobył Górę Stanleya, nazywając jej najwyższy wierzchołek Margherita od imienia włoskiej królowej-matki.
Nie ma żadnego dowodu na to, że właśnie Ruwenzori widział w czasie swej wyprawy Diogenes. Być może oglądał jeden z dwóch najwyższych szczytów Afryki – górę Kenia lub Kilimandżaro – leżące znacznie bliżej wschodniego wybrzeża kontynentu, ale wobec tego, że nie ma tam wielkich zbiorników wodnych, przyjęło się nazywać „Górami Księżycowymi” właśnie pasmo Ruwenzori.

## W kulturze
W roku 1990 Bob Rafelson nakręcił film Góry Księżycowe, który opowiada o wyprawie Richarda Francisa Burtona (Patrick Bergin) i Johna Hanninga Speke’a (Iain Glen) do źródeł Nilu.